# Domašov nad Bystřicí (stacja kolejowa)
Domašov nad Bystřicí – stacja kolejowa w Domašovie nad Bystřicí, w kraju ołomunieckim, w Czechach przy ulicy Nádražní 165. Znajduje się na wysokości 495 m n.p.m. i leży na linii kolejowej nr 310.